# Urad
Urad (niem. Aurith) – wieś w Polsce, położona w województwie lubuskim, w powiecie słubickim, w gminie Cybinka, nad rzeką Odrą, przy drogach krajowej nr 29 Słubice – Zielona Góra, wojewódzkiej nr 134 i lokalnej Urad – Słubice.
W latach 1975–1998 miejscowość należała administracyjnie do województwa zielonogórskiego.
Do 1945 roku Urad i Aurith, które pozostało w Niemczech, stanowiły jedną miejscowość po obu stronach rzeki. Po drugiej stronie Odry znajdował się m.in. folwark. Obie części łączyła przeprawa promowa, której pozostałości są widoczne do dzisiaj.
Obecnie (od 2007 roku) jedynie raz w roku podczas Polsko-Niemieckiego Święta Lata uruchamiany jest prom dla mieszkańców z obu części Odry. Od 2012 roku rozważane jest ponowne stałe uruchomienie promu pomiędzy Aurith a Urad.

## Nazwa
12 listopada 1946 r. nadano miejscowości polską nazwę Urad.